# Кинески Тајпеј на Светском првенству у атлетици на отвореном 2013.
Кинески Тајпеј је учествовао на 14. Светском првенству у атлетици на отвореном 2013. одржаном у Москви од 10. до 18. августа четрнаести пут, односно на свим првенствима до данас. Репрезентација Кинеског Тајпеја представљало је 7 такмичара (6 мушкараца и 1 жена) који су такмичити у две дисциплине.,
На овом првенству Кинески Тајпеј није освојио ниједну медаљу али је остварен један лични рекорд сезоне.

## Учесници
| Мушкарци: - Чанг Чиа-че — Маратон - Ванг Вен-танг — 4 × 100 м - Љу Јуен-кај — 4 × 100 м - Пан По-ји — 4 × 100 м - Луо Јен-јао — 4 × 100 м - Ђа-Лин Ту — 4 × 100 м | Жене: - Џен Ји-Сјуен — Маратон |  |

## Резултати

### Мушкарци
| Атлетичар                                                 | Дисциплина | Лични рекорд | Квалификације | Квалификације | Полуфинале | Полуфинале | Финале                | Финале       | Детаљи |
| Атлетичар                                                 | Дисциплина | Лични рекорд | Резултат      | Место         | Резултат   | Место      | Резултат              | Место        | Детаљи |
| --------------------------------------------------------- | ---------- | ------------ | ------------- | ------------- | ---------- | ---------- | --------------------- | ------------ | ------ |
| Чанг Чиа-че                                               | Маратон    | 2:16:06 НР   |               |               |            |            | 2:20:02 ЛРС           | 32 / 50 (72) |        |
| Ван Вен-танг Љу Јуен-кај Пан По-ји Луо Јен-јао Ђа-Лин Ту* | 4 х 100 м  | 38,78 НР     | 39,72         | 7. у гр. 3    |            |            | Нису се квалификовали | 22 / 23      |        |

- Атлетичар означен звездицом био је резерва у штафети у квалификацијама

### Жене
| Атлетичарка  | Дисциплина | Лични рекорд | Квалификације | Квалификације | Полуфинале | Полуфинале | Финале             | Финале             | Детаљи |
| Атлетичарка  | Дисциплина | Лични рекорд | Резултат      | Место         | Резултат   | Место      | Резултат           | Место              | Детаљи |
| ------------ | ---------- | ------------ | ------------- | ------------- | ---------- | ---------- | ------------------ | ------------------ | ------ |
| Џен Ји-Сјуен | Маратон    | 3:05:19      |               |               |            |            | Није завршила трку | Није завршила трку |        |